# Antonio Celentano
Antonio Celentano (Asti, 4 settembre 1990) è un giocatore di calcio a 5 italiano, di ruolo difensore.

## Carriera
Esordisce in Nazionale il 7 gennaio 2014 nell'amichevole contro la Slovacchia giocata a San Vito al Tagliamento.

## Palmarès

### Club
- Campionato italiano: 1

Asti: 2015-16
- Coppa Italia Under-21: 1

Asti:  2013-14
- Coppa Italia: 1

Asti:  2011-12
- Winter Cup: 1

Asti: 2013-14